# Zola Mennenöh
Zola Mennenöh (* 1988 in Wuppertal) ist eine deutsche Improvisations- und Jazzmusikerin (Gesang, Flöte, auch Gitarre, Komposition).

## Leben und Wirken
Mennenöh wuchs in Remscheid auf, wo sie als Achtjährige klassischen Unterricht auf der Querflöte erhielt. Bereits mit zwölf Jahren begann sie, Jazz zu spielen. Erst im späten Jugendalter entdeckte sie den Gesang für sich. Von 2007 bis 2009 studierte sie Jazzgesang bei Silvia Droste in Enschede, um ihr Bachelor-Studium am Jazzinstitut Berlin bis zum Abschluss 2013 bei Judy Niemack, Greg Cohen und John Hollenbeck fortzusetzen. 2011 gewann sie den Förderpreis beim Nationalen Vokalwettbewerb New Voices. Während ihres Studiums war Mennenöh Mitglied im Jugendjazzorchester NRW und 2012/2013 im Bundesjugendjazzorchester. Von 2013 bis 2014 absolvierte sie den Master-Studiengang an der Musikhochschule Weimar bei Michael Schiefel, Jeff Cascaro und Frank Möbus.
Mennenöh unterhielt ein Duo mit Greg Cohen und leitete das Quartett Zola Run. Für ihr Debütalbum Longing for Belonging wurde Mennenöh 2021 für den Deutschen Jazzpreis in der Kategorie „Album Vokal National“ nominiert. Daneben sang sie im Ensemble O. mit den Sängerinnen Friederike Merz, Dora Osterloh und Laura Winkler. Als Mitglied des Kollektivs Sung Sound komponierte sie für Bigbands. Zwischen 2018 und 2023 war sie neben Veronika Morscher, Laura Totenhagen und Rebekka Salomea Ziegler Mitglied im A-cappella-Quartett Of Cabbages and Kings.
Konzerte und Tourneen führten sie bereits nach China, Senegal, Kroatien, Holland, Oman, Vereinigte Arabische Emirate, Slowenien, Schweiz, Österreich, Italien und Estland. Sie ist auch auf den Alben Blue Desert von K Square, Caipi von Kurt Rosenwinkel, Eat, Drink & Be Merry von  Holler My Dear und der Single The Hug von  Philipp Rumsch zu hören.
Seit 2025 ist sie Lehrbeauftragte für improvisierten Gesang an der HfM Franz Liszt in Weimar.

## Diskographische Hinweise
- Max Andrzejewskis Hütte und Chor (Traumton Records, 2014, mit Johannes Schleiermacher, Tobias Hoffmann, Andreas Lang sowie Tobias Christl, Friederike Merz, Sarah Whitteron und Laura Winkler)
- Zola Run (2015, mit Daníel Friðrik Böðvarsson, Igor Spallati, Moritz Baumgärtner, sowie Elias Stemeseder)
- Max Andrzejewskis Hütte and the Homegrown Organic Gospel Choir (WhyPlayJazz 2017)
- Longing for Belonging (Figureight Records 2020, mit Nicole Hogstrand, Johanna Borchert, Szymon Pimpon Gąsiorek)